# 太空时代
太空时代（英語：Space Age）是近代史的一个时期，从1957年10月4日史普尼克1號发射开始持续至今，涵盖了太空競賽、太空探索、航天技术，以及受这些事件影响的文化发展。
这一时期的特点是太空探索和应用领域的重点不断变化。最初，美苏两国投入了前所未有的资源，争先打破各项纪录，力求率先达到载人和无人探索的里程碑。为实现这些目标，美国成立了国家航空航天局 (NASA)，苏联则成立了苏联太空计划（Kosmicheskaya programma SSSR）。之后竞争逐渐变为两国在太空领域的合作，且更加侧重于科学研究和太空技术的商业应用。
随后，其他国家也相继进入太空探索领域，欧洲空间局 (ESA)、日本宇宙航空研究開發機構 (JAXA)、印度空间研究组织 (ISRO) 和中国国家航天局 (CNSA) 等组织成立。苏联解体后，俄罗斯联邦通过俄罗斯航天国家集团（Roscosmos）继续实施航天计划。
21世纪初，太空探索和商业航天领域的创新浪潮重现，部分媒体使用“新太空时代”一词来描述该趋势，指的是太空探索的創新和公眾興趣以及近地轨道 (LEO) 和更遙遠目的地的商業應用再度興起。这一新时期的发展包括亿万富翁参与太空旅游、星际旅行等载人太空旅行。

## 時期劃分
太空時代的時期劃分會有很大的差異，有些人會區分第一個太空時代和第二個太空時代，這兩個時代是在1980/1990年代之交分開的。

## 時期

### 亞軌太空飛行的基礎發展

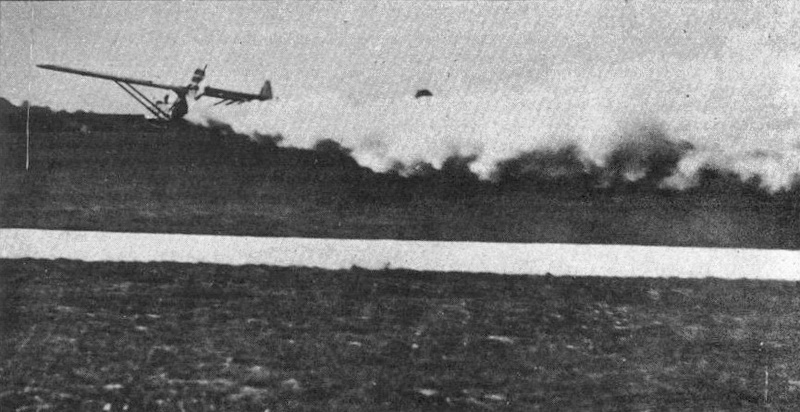
Opel RAK.1 - 1929年9月30日世界上第一架公開飛行的載人火箭驅動飛機

有些載具比史普尼克1號發射更早達到次軌道空間。1944年6月，德國V-2火箭成為第一個進入太空的人造物體，儘管只是短暫進入。1926年3月，美國火箭先驅罗伯特·戈达德（Robert H. Goddard）發射了世界上第一枚液態燃料火箭，但它並未進入外太空。
由於德國人秘密進行次軌道V-2火箭飛行，因此最初並未為公眾所知。此外，德國的發射，以及隨後美國和蘇聯在1940年代末和1950年代初進行的探空火箭測試，都因為沒有進入軌道，而被認為不足以定義太空時代的開始。威力足以抵達軌道的火箭也可以被用作洲際彈道飛彈，將彈頭送達地球上的任何位置。一些評論者聲稱這就是為什麼軌道標準通常被用來定義太空時代開始的時間。

### 1957年至1970年代/1980年代： 建立與“太空競賽”
太空競賽是太空時代的第一個時代。這是美國與蘇聯之間的競賽，由蘇聯於1957年10月4日在国际地球物理年發射地球上第一枚人造衛星史普尼克1號開始。 重83.6（184.3磅），每98分鐘環繞地球運行一次。太空競賽導致火箭、材料科學及其他領域的快速發展。太空競賽的根本動機之一是軍事。第二次世界大戰後，兩國也進行了核軍備競賽。兩國都利用了德國的導彈技術及其導彈計劃的科學家。運載系統所需的航空和火箭優勢被視為國家安全和政治優勢的必要條件。
冷戰時期美國與蘇聯的競爭是當時太空時代出現的原因之一。從那時起，太空時代就因為科學知識的產生、市場的創新與創造、靈感以及太空國家之間的協議而持續。 太空時代得以延續的其他原因還包括保護地球免受小行星和彗星等危險物體的侵襲。